# دام (فیلم ۲۰۱۵)
دام (تاگالوگ: Taklub) فیلمی به کارگردانی بریانته مندوزا است که در سال ۲۰۱۵ منتشر شد.